# Joseph Thillet
Julien Joseph Thillet (né à Toulouse le 2 octobre 1850 – mort à Toulouse, le 16 février 1937), est un architecte français. Élève de l'École des beaux-arts de Toulouse, puis de Paris, où il complète sa formation, il revient ensuite à Toulouse. Il y mène une carrière d'architecte et d'enseignant – à l'École des beaux-arts. Il est alors un architecte reconnu, architecte pour la ville, pour le département et pour l'université en particulier. Son style, marqué par le néo-classicisme et l'éclectisme de la deuxième moitié du XIXe siècle, évolue vers l'Art déco dans ses dernières réalisations.

## Biographie
Julien Joseph Thillet nait le 2 octobre 1850, au no 5 rue de la Fonderie, à Toulouse. Il est le fils de Clair Thillet, menuisier, maître charpentier et entrepreneur de travaux publics, et de Christine Chabrol. Il est d'abord formé auprès de compagnons. Il suit ensuite les cours de dessin, d'architecture et de mathématiques à l'École des arts de Toulouse. Il reçoit le grand prix municipal d'architecture en 1874, ce qui lui obtient une pension de la ville pour poursuivre ses études à Paris. Il entre alors à l'École nationale et spéciale des beaux-arts, où il est l'élève de l'architecte Louis-Jules André. Après cinq ans d'études, il obtient son certificat de capacité en août 1879 et revient à Toulouse. 
En 1880, Joseph Thillet devient, pour deux ans, architecte de la ville de Toulouse. En 1882, il est nommé architecte des bâtiments civils et palais nationaux et architecte du département de la Haute-Garonne. Il collabore en particulier avec Joseph Frédéric Delor de Masbou, architecte des hospices, de 1887 à 1890. Il est aussi architecte de l'université de Toulouse. Il expose au Salon des artistes français à Paris en 1899. En 1908, il est architecte en chef des bâtiments civils et palais nationaux. 
Parallèlement, il commence en 1880 une carrière d'enseignement, puisqu'il est professeur suppléant à l'École des beaux-arts de Toulouse. En 1894, il devient professeur titulaire à l'École des beaux-arts, et il est architecte agréé près le tribunal de première instance de Toulouse. 
Il anime également les réseaux professionnels d'architectes toulousains, puisqu'il est membre de la Société régionale des architectes du Midi, dont il devient le président en 1892, puis membre de la Société centrale des architectes en 1911 et de la Caisse de défense mutuelle des architectes. À la tête d'une fortune personnelle, il partage son temps entre son hôtel particulier, no 20 boulevard Lazare-Carnot, et sa propriété de Quint, où il est conseiller municipal.

## Distinctions
- officier d'Académie en 1891 ;
- officier de l'Instruction publique en 1893 ;
- chevalier de la Légion d'honneur en 1913.

## Réalisations
- 1877. Monument à sainte Germaine (détruit), place Saint-Georges, Toulouse.
- 1882-1886. École normale d'institutrices (École supérieure du professorat et de l'éducation), no 181 avenue de Muret, Toulouse.
- 1883-1925. Pavillons et villas de l'asile d'aliénés de Braqueville (hôpital Marchant), no 134 route d'Espagne, Toulouse.
- 1886-1890. Hôtel central des postes et télégraphes, no 6 rue John-Fitzgerald-Kennedy, Toulouse.
- 1887-1890. Faculté de médecine et de pharmacie de Toulouse, no 37 allées Jules-Guesde, Toulouse.
- 1890-1893. Église Sainte-Germaine, no 59 avenue de l'URSS, Toulouse.
- 1894. Immeuble Groc, no 1 bis allées Forain-François-Verdier, Toulouse.
- 1896. Annexe de la gendarmerie à cheval (détruit), no 16 allées Jules-Guesde, Toulouse.
- 1897-1899. Église Saint-Étienne, no 1 place de l'Église, Vallègue.
- 1901-1905. Faculté des sciences (siège de l'université de Toulouse), no 41 allées Jules-Guesde, Toulouse.
- 1902. Ferme du Cornac, no 31 rue François-Montregeau, Saint-Orens-de-Gameville.
- 1903. Hôtel Antonin, no 46 rue du Languedoc, Toulouse.
- 1909-1911. Groupe scolaire (médiathèque Albert Camus), no 1 bis rue du Presbytère, Saint-Lys.
- vers 1910. Portail du collège de Périgord, no 56 rue du Taur, Toulouse.
- 1913-1920. Institut de chimie (Cité internationale des chercheurs), no 17 rue Sainte-Catherine et no 42 rue des Trente-Six-Ponts, Toulouse.
- 1923. Établissement thermal, no 1 place des Thermes, Salies du Salat.
- 1925. Surélévations des bâtiments sur cour de la préfecture de la Haute-Garonne, no 1 place Saint-Étienne, Toulouse.
- 1927-1931. Amphithéâtre de la Faculté de médecine et de pharmacie de Toulouse (Muséum de Toulouse), no 35 allées Jules-Guesde, Toulouse.
- 1934. Amphithéâtre de la Faculté de lettres de Toulouse (amphithéâtre Jacques Cujas de l'université Toulouse-I), no 4 rue Albert-Lautmann, Toulouse.